# 聖瑪利亞德爾雷爾
聖瑪利亞德爾雷爾（西班牙語：Santa María del Real），是洪都拉斯的城鎮，位於該國西部，由奧科特佩克省負責管轄，始建於1895年，面積230.77平方公里，海拔高度329米，2001年人口8,931，人口密度每平方公里38.7人。
14°46′N 85°57′W / 14.767°N 85.950°W